# Тавун-Булунг
Таву́н-Булу́нг (калм. Тавн Булң) — опустевшее и упразднённое село на территории современного городского поселения «Рабочий посёлок Лиман» в Лиманском районе Астраханской области.

## География
Село располагалось между протокой Три Ерика и ильменем Черкасским в 4 километрах к западу от казахского села Светлого, в те времена называвшегося Бесчастным, в 5 километрах к северу от более крупного села Оранжереи, в 29 километрах к северо-востоку от районного центра Лимана.

## История
Тавун-Булунг был основан осевшими на землю в начале XX века кочевниками-калмыками. Название села в переводе с калмыцкого языка означает «пять углов».. В 1932 году село относилось к Калмыцкой автономной области, опустело к 1944 году из-за массовой депортации калмыков советскими властями. Недалеко от места, где располагался Тавун-Булунг, сегодня находится животноводческая точка.